# Dubenec (district de Trutnov)
Pour les articles homonymes, voir Dubenec.
Dubenec (en allemand : Dubenetz) est une commune du district de Trutnov, dans la région de Hradec Králové, en République tchèque. Sa population s'élevait à 646 habitants en 2020.

## Géographie
Dubenec se trouve à 7 km au sud-sud-ouest de Dvůr Králové nad Labem, à 23 km au sud-sud-ouest de Trutnov, à 19 km au nord de Hradec Králové et à 103 km au nord-nord-est de Prague.
La commune est limitée par Doubravice au nord, par Libotov au nord-est, par Hřibojedy et Litíč à l'est, par Velichovky au sud, et par Vilantice et Lanžov à l'ouest.

## Histoire
La première mention écrite de la localité date de 1343.